# Pseudochthonius falcatus
Espèce
Pseudochthonius falcatus est une espèce de pseudoscorpions de la famille des Chthoniidae.

## Distribution
Cette espèce est endémique du Belize.

## Description
Les mâles mesurent de 0,96 à 1,00 mm et les femelles de 1,08 à 1,27 mm.

## Publication originale
- Muchmore, 1977 : Preliminary list of the pseudoscorpions of the Yucatan Peninsula and adjacent regions, with descriptions of some new species (Arachnida: Pseudoscorpionida). Bulletin of the Association for Mexican Cave Studies, no 6, p. 63-78 (texte intégral).